# Sternstraße (Bonn)

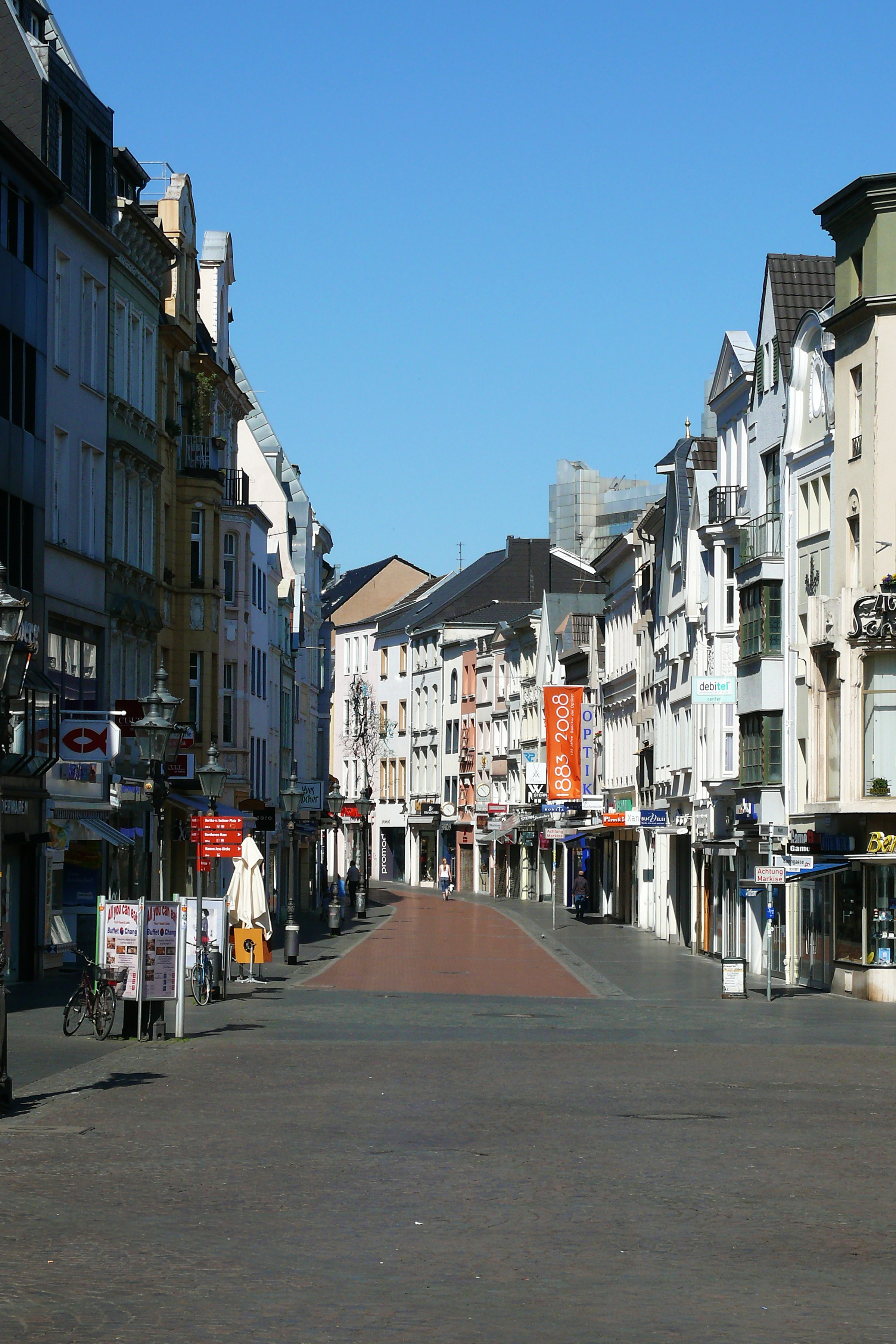
Die Sternstraße in Bonn im Mai 2008

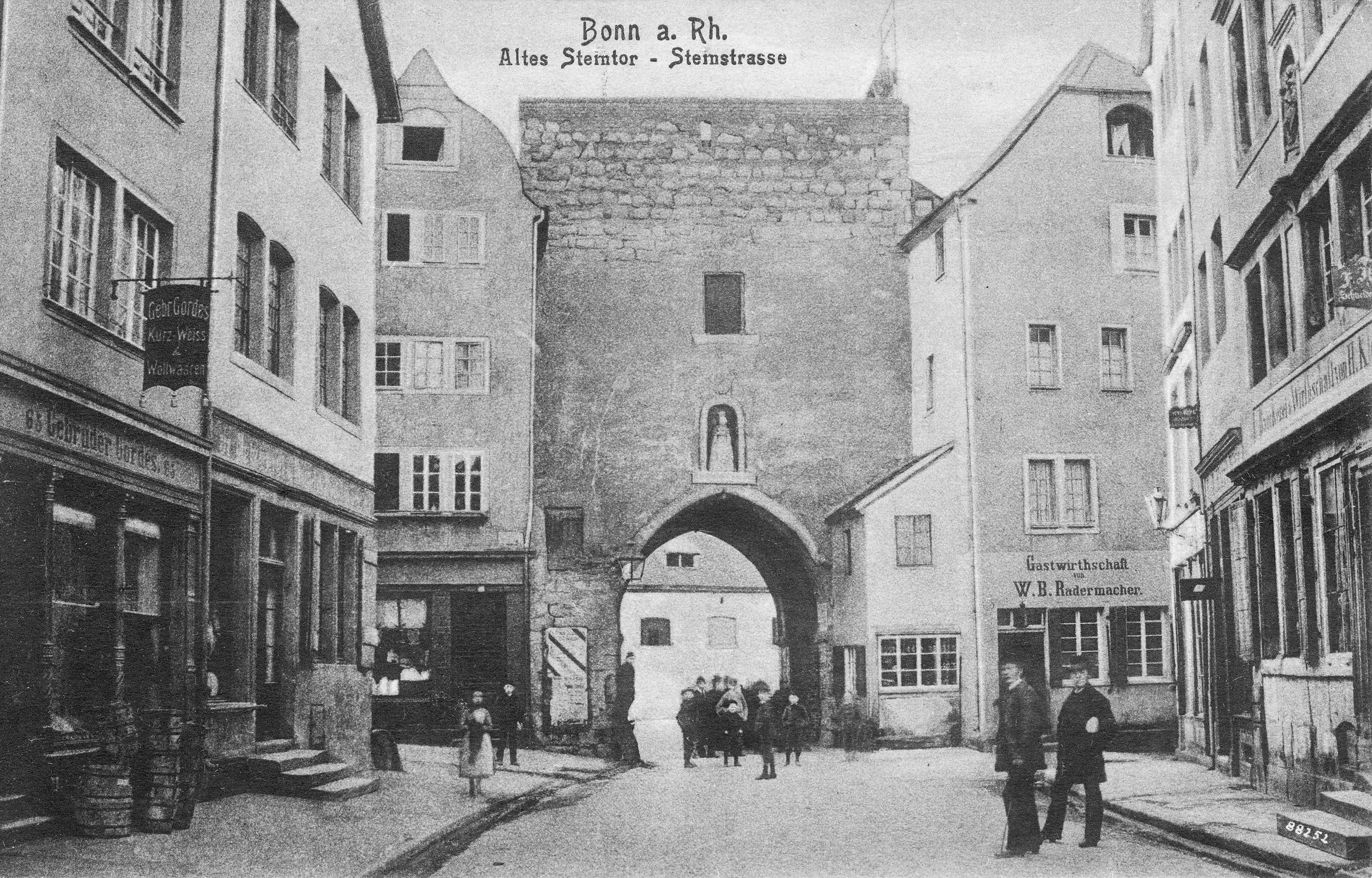
Das Sterntor in Bonn am ursprünglichen Standort, von der Sternstraße aus gesehen (vor 1898)

Die Sternstraße ist eine der zentralen Geschäftsstraßen in der Bonner Innenstadt. Sie ist Teil der Fußgängerzone und führt vom Markt bis zum Friedensplatz. Ursprünglich hieß die Straße Pisternenstraße (lat. „pistrina“ - Bäckerei). Die Anfangssilbe ging mit der Zeit verloren und so entstand der Name Sternstraße.
Am Ende der Sternstraße, kurz vor dem Friedensplatz markieren rechts die Kasernenstraße und links die Vivatsgasse den Verlauf der zweiten Stadtmauer aus dem 13. Jahrhundert, die bis zum 19. Jahrhundert die Grenze der Stadt markierte. Hier befand sich das um 1244 als Bestandteil der Stadtbefestigung erbaute Sterntor, das als letztes mittelalterliches Stadttor im Jahr 1898 abgerissen wurde.
An den Gebäuden der Sternstraße sind noch die engen mittelalterlichen Grundstücksgrenzen und die kleinteilige Bebauung zu erkennen. An vielen Gebäuden sind Namensschilder mit mittelalterlichen Namen angebracht. Die heute üblichen Hausnummern wurden erst von den Franzosen eingeführt, die von 1794 bis 1814 Bonn besetzt hatten.
Koordinaten: 50° 44′ 8,5″ N, 7° 5′ 56,6″ O
Über die ursprüngliche Bebauung und Parzellierung der Grundstücke (an der Sternstraße) lässt sich wenig sagen, da erste Ansichten der Stadt, die Rückschlüsse auf die Bebauung zulassen, aus dem ausgehenden 16. Jahrhundert stammen. Hieraus lässt sich schließen, dass die Bebauung zu dieser Zeit aus schmalen ein- bis zweigeschossigen giebelständigen Gebäuden besteht. Während die Häuser der südlichen Zeile höchstens einen kleinen Hofraum hatten, erstrecken sich die Grundstücke auf der nördlichen Straßenseite mit großen Gartenflächen bis zur heutigen Friedrichstraße. Die aufstehende Bebauung wurde, wenn man den Beschreibungen Glauben schenken darf, in den Wirren der Erbfolgekriege bei der zweiten Belagerung 1689 zerstört. Im Zuge des Wiederaufbaues, der unter Beibehaltung der Parzellenstruktur durchgeführt wurde, entstanden jene schmalen giebelständigen Gebäude, die heute noch charakteristisch für die Sternstraße sind.
In der Regel wurde die Erdgeschosszone dieser Häuser in der ersten Hälfte des 19. Jahrhunderts erstmals verändert. Anstelle einer Lochfassade mit Fenstern und Eingangstür bekamen die Gebäude eine Erdgeschossfront in spätklassizistischer Manier mit symmetrisch angelegten großen Schaufenstern und einem gestalteten Eingang. Im Rahmen dieser Umgestaltung wurden die Gebäude zum Teil auch aufgestockt und/oder mit einem rechteckigen Blendgiebel versehen.
Eine weitere Umgestaltungsphase erfolgte gegen Ende des 19., Anfang des 20. Jahrhunderts. Unter Beibehaltung der Bausubstanz wurde wiederum die Erdgeschossfassade verändert. Die Fassaden erhielten ein Stuckdekor, das dem historischen Zeitgeschmack entsprach.
Im Gegensatz zu den größeren Plätzen (z. B. Markt, Remigius- und Martinsplatz) der Innenstadt wurden nur wenige Gebäude des 18. Jh. abgerissen und unter Beibehaltung der alten Parzellen völlig neu aufgebaut. Diese Bauten setzen sowohl an der Gestaltung als auch bei der Gebäudehöhe einen neuen städtebaulichen Akzent, der den Straßenzug heute entscheidend mitprägt. Als Zeugnisse der architektonischen und künstlerischen Entwicklung, die u. a. auf der Veränderung der wirtschaftlichen Verhältnisse beruht, ist das bedeutend für die Geschichte der Menschen und für die Geschichte der Stadt Bonn.